# Montjay
Montjay, care astăzi a devenit un cătun, este un fost sat situat pe teritoriul comunei Bures-sur-Yvette, în apropierea orașului Les Ulis.

## Castelul Montjay
La capătul unei străzi înfundate numită Rue du Château, se află intrarea în parcul și castelul Montjay. Pe o placă instalată de orașul Bures-sur-Yvette se poate citi:
„În acest cătun din domeniul feudal Bures, este menționat încă din 1494 un «manoir manable» (conac locuibil) cu fermă, descris și în 1600 ca un «hôtel seigneurial à deux étages» (reședință nobiliară cu două etaje). În 1738, castelul este înconjurat de «o stea de stejari și garduri vii, pajiști, vii și păduri». În secolul al XVIII-lea, includea o capelă cu tribună, precum și un pavilion numit «pavilionul Dragostei», unde, se spune, tinerii căsătoriți își petreceau noaptea nunții.”
Astăzi, castelul este abandonat și în ruină. Este proprietatea Ministerului Justiției și, din 1960, face parte dintr-un complex administrat de Protecția Judiciară a Tineretului.

## Tunelul Montjay

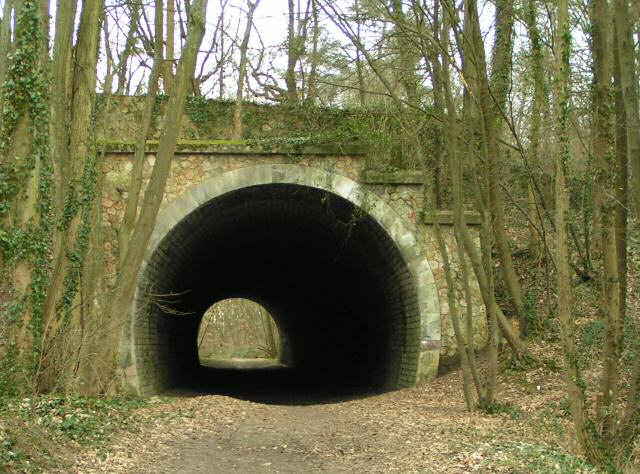
Tunelul Montjay

Astăzi dezafectat, acest tunel a fost construit pentru fosta linie de cale ferată Paris-Chartres (Linia Paris-Chartres prin Gallardon).

## Viaductul Fauvettes
Această construcție din piatră, situată în apropierea tunelului Montjay, a devenit, după restaurarea sa, un loc emblematic pentru escaladă și plimbări.